# Délégation du gouvernement à Ceuta
La délégation du gouvernement à Ceuta est un organe du ministère de la Politique territoriale. Le délégué représente le gouvernement de l'Espagne dans la ville autonome de Ceuta.

## Structure

### Siège
Le siège de la délégation du gouvernement à Ceuta se situe au 4 rue Beatríz de Silva dans la ville autonome de Ceuta.

## Titulaires
| Délégués | Délégués                              | Dates du mandat | Dates du mandat | Parti |
| -------- | ------------------------------------- | --------------- | --------------- | ----- |
|          | Gerardo Mariñas Romero                | 12/09/1980      | 10/03/1983      | UCD   |
|          | Manuel Peláez López                   | 10/03/1983      | 01/09/1986      | PSOE  |
|          | Ramón Berra Pereira                   | 01/09/1986      | 30/11/1987      | PSOE  |
|          | Pedro Miguel González Márquez         | 30/11/1987      | 26/09/1994      | PSOE  |
|          | Carmen Cerdeira Morterero             | 26/09/1994      | 25/05/1996      | PSOE  |
|          | Javier Cosió Romero                   | 25/05/1996      | 18/07/1998      | PP    |
|          | Luis Vicente Moro Díaz                | 18/07/1998      | 01/05/2004      | PP    |
|          | Jerónimo Nieto González               | 01/05/2004      | 20/05/2006      | PSOE  |
|          | Jenaro García-Arreciado               | 20/05/2006      | 01/05/2008      | PSOE  |
|          | José Fernández Chacón                 | 01/05/2008      | 31/12/2011      | PSOE  |
|          | Francisco Antonio González Pérez      | 31/12/2011      | 20/06/2015      | PP    |
|          | Nicolás Fernández Cucurull            | 20/06/2015      | 19/06/2018      | PP    |
|          | Salvadora del Carmen Mateos Estudillo | 19/06/2018      | 01/01/2022      | PSOE  |
|          | Rafael García Rodríguez               | 01/01/2022      | 13/12/2023      | PSOE  |
|          | Cristina Pérez Valero                 | 13/12/2023      | En fonction     | PSOE  |